# عمر إشراق
عمر إشراق هو رجل أعمال أمريكي من أصول بنغلاديشية، يشغل منصب المدير التنفيذي ورئيس مجلس إدارة شركة إنتل اعتبارًا من يناير 2020. كما يعد أيضًا رئيس مجلس الإدارة والرئيس التنفيذي لشركة شركة ميدترونيك منذ يونيو 2011.
بعد تفشي جائحة فيروس كورونا المستجد وزيادة الطلب على أجهزة التنفس الصناعي أعلن إشراق عبر تدوينة له على موقع تويتر تنازل شركته عن الملكية الفكرية لجهاز التنفس PB560 الذي تصنعه لأي شخص يرغب في تصنيعه انقاذاً للأرواح.

## السيرة الذاتية
ولد ونشأ إشراق في بنغلاديش، التي حصل فيها على درجة البكالوريوس في العلوم بالإضافة دكتوراه في الهندسة الكهربائية من كلية كينجز لندن. قبل انضمامه إلى شركة ميدترونيك، شغل سابقًا منصب الرئيس والمدير التنفيذي لشركة جنرال إلكتريك للرعاية الصحية.
يعمل عمر كعضو في مجلس إدارة شركة إنتل منذ مارس 2017. وتم إعلانه رئيسًا لمجلس الإدارة في يناير 2020.